# DeSagana Diop
DeSagana Diop (ur. 30 stycznia 1982 w  Dakarze) – senegalski koszykarz, grający na pozycji środkowego, wybrany do NBA bezpośrednio po ukończeniu szkoły średniej, obecnie jeden z asystentów trenera w zespole Utah Jazz.
W 2001 wystąpił w meczu gwiazd amerykańskich szkół średnich - McDonald’s All-American.
Diop został wybrany z ósmym numerem draftu 2001 przez Cleveland Cavaliers prosto po szkole średniej (Oak Hill Academy). Po czterech sezonach w Cleveland, w których zagrał w 193 meczach i zdobywał średnio 1,6 punktu, 2,6 zbiórki i 0,88 bloku w 10,6 minuty na mecz, w sierpniu 2005 podpisał kontrakt z Dallas Mavericks. W sezonie 2005/06 był sklasyfikowany na 11. miejscu pod względem ilości bloków, 14. pod względem ilości bloków na mecz i 4. w ilości bloków na 48 minut gry.
19 lutego 2008 Diop został wytransferowany do New Jersey Nets.
9 lipca 2008 Diop podpisał kontrakt z Dallas Mavericks. 16 stycznia 2009 został wymieniony do Charlotte Bobcats w zamian za Matta Carrolla i Ryana Hollinsa.
30 września 2013 podpisał kontrakt z Cleveland Cavaliers, ale został zwolniony przez nich 26 października jeszcze przed rozpoczęciem sezonu.

## Osiągnięcia
Reprezentacja
- Zaliczony do I składu mistrzostw Afryki (2009)